# Luật tương hỗ bậc hai
Luật tương hỗ bậc hai hay luật thuận nghịch bình phương là một định lý trong lý thuyết số trong đó xét hai số nguyên tố lẻ, p và q, và các mệnh đề
A: p là thặng dư bậc hai modulo q, và
B: q là thặng dư bậc hai modulo p.
Định lý khẳng định rằng
- Nếu cả p và q đồng dư với 3 theo mod 4 thì chỉ một trong hai mệnh đề (A) và (B) là đúng
- Ngược lại nếu p hoặc q dồng dư với 1 mod 4 thì: hoặc cả hai  mệnh đề (A) và (B) đều đúng, hoặc không mệnh đề nào đúng cả.

Vì thế, luật này liên quan đến tính giải được của hai phương trình đồng dư bậc hai. Từ đó nó cho phép ta xác định tính giải được của phương trình đồng dư bậc hai bất kỳ, tuy nhiên nó không cung cấp một phương pháp hiệu quả để tìm nghiệm.
Định lý được tiên đoán bởi Euler và Legendre và lần đầu tiên được chứng minh thuyết phục bởi Gauss. Gauss gọi đó là 'định lý vàng' và rất tự hào về nó đến mức ông tiếp tục tìm ra tám chứng minh khác cho nó cho đến cuối đời.
Cuốn Reciprocity Laws: From Euler to Eisenstein (Luật tương hỗ bậc hai: Từ Euler đến Eisentein) của Franz Lemmermeyer, xuất bản năm 2000, thu thập các trích dẫn cho 196 chứng minh khác nhau của định lý này đã được công bố.

## Một phát biểu sơ cấp của định lý
Giả sử p và q là hai số nguyên tố lẻ phân biệt. Định lý liên hệ tính giải được của phương trình 
{\displaystyle x^{2}\equiv p\ ({\rm {mod}}\ q)\qquad (A)}
với tính giải được của phương trình
{\displaystyle x^{2}\equiv q\ ({\rm {mod}}\ p)\qquad (B)}
(xem đồng dư số học).
nói cách khác, mệnh đề (A) khẳng định rằng p là một thặng dư bậc hai modulo q, trong khi (B) khẳng định rằng q là thặng dư bậc hai modulo p. Có hai trường hợp, hoặc cả p và q đồng dư với 3 (mod 4) (trường hợp II), hoặc ngược lại, ít nhất một trong chúng là đồng dư với 1 modulo 4 (trường hợp I).

### Trường hợp I: Nếup= 1 mod 4 hoặcq= 1 mod 4 (hoặc cả hai)
Trong trường hợp này, định lý nói rằng (A) có nghiệm khi và chỉ khi (B) có nghiệm. Nghĩa là, hoặc cả hai có nghiệm, hoặc cả hai đều không.
Ví dụ, nếu p = 13 và q = 17 (cả hai đều đồng dư 1 theo mod 4), thì (A) có nghiệm 
{\displaystyle 8^{2}\equiv 13{\pmod {17}},\,}
và (B) có nghiệm
{\displaystyle 2^{2}\equiv 17{\pmod {13}}\,.}
Mặt khác, nếu p=5 và q=13 thì cả (A) và (B) đều không có nghiệm (điều này có thể kiểm tra trực tiếp bằng cách thử tất cả các thặng dư chính phương của 5 và 13)
Định lý không nói nên đều gì về nghiệm thực sự, mà chỉ nói đến nó có tồn tại hay không.

## Phát biểu sử dụng ký hiệu Legendre

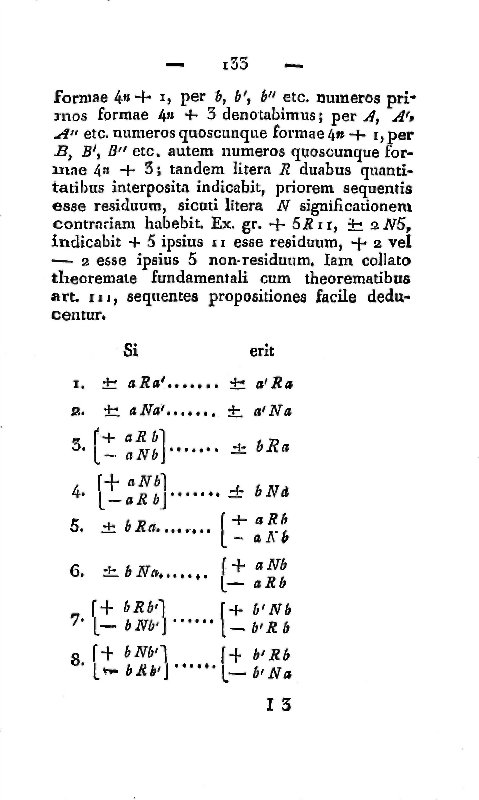
Công thức của Gauss trong tác phẩm Disquisitiones Arithmeticae

Định lý có thể phát biểu gọn hơn sử dụng ký hiệu Legendre:
{\displaystyle \left({\frac {a}{p}}\right)=\left\{{\begin{matrix}1&\mathrm {if} \ a\ \mathrm {is\ a\ square\ modulo\ } p,\\0&\mathrm {if\ } p\ \mathrm {divides\ } a,\\-1&\mathrm {otherwise,} \end{matrix}}\right.}
Định lý phát biểu rằng nếu p và q là hai số nguyên tố lẻ thì sử dụng kết quả của Gauss:
{\displaystyle \left({\frac {p}{q}}\right)=\left({\frac {q}{p}}\right)} nếu p có dạng 4k + 1
{\displaystyle \left({\frac {p}{q}}\right)=\left({\frac {-q}{p}}\right)} nếu p có dạng 4k + 3
Điều này cũng tương đương với dạng thông dụng sau:
{\displaystyle \left({\frac {p}{q}}\right)=\left({\frac {q}{p}}\right)} nếu một trong hoặc cả p và q có dạng 4k + 1
{\displaystyle \left({\frac {p}{q}}\right)=-\left({\frac {q}{p}}\right)} nếu cả p và q có dạng 4k + 3
Do {\displaystyle (p-1)(q-1)/4} lẻ khi và chỉ khi nếu cả hai số nguyên tố đều có dạng 4k + 3, chúng ta có một dạng biểu diễn thông dụng khác:
{\displaystyle \left({\frac {p}{q}}\right)\left({\frac {q}{p}}\right)=(-1)^{(p-1)(q-1)/4}}
Đây được gọi là luật tương hỗ bậc hai chính, so với hai luật phụ sau (thật ra, định lý): với bất khì số nguyên tố lẻ p nào,
{\displaystyle \left({\frac {-1}{p}}\right)=(-1)^{(p-1)/2},}
và
{\displaystyle \left({\frac {2}{p}}\right)=(-1)^{(p^{2}-1)/8}.}
Luật tương hỗ bậc hai chính mở rộng thành ký hiệu Jacobi: với các số nguyên dương lẻ m và n nguyên tố cùng nhau,
{\displaystyle \left({\frac {m}{n}}\right)\left({\frac {n}{m}}\right)=(-1)^{(m-1)(n-1)/4}}.
Chú ý, điều này giống với luật tương hỗ bậc hai chính ngoại trừ tham số không nhất thiết là số nguyên tố nữa.
Các luật phụ cho ký hiệu Legendre cũng đúng cho ký hiệu Jacobi, với số nguyên tố lẻ p thay bằng một số nguyên dương lẻ m.